# Џејн Григсон
Џејн Григсон (енгл. Jane Grigson; Глостершир, 13. март 1928 — Вилтшир, 12. март 1990) била је енглеска ауторка приручника о кувању и кулинарка. У другом делу 20. века била је ауторка колумне о храни за The Observer и написала је бројне књиге о европским кухињама и традиционалним британским јелима. Њен рад се показао утицајним у промоцији британске хране.
Рођена у Глостерширу, Григсон је одрастала у Сандерленду, североисточна Енглеска, пре него што је студирала на Нуњам Колеџу, Кембриџ. Године 1953. постала је асистенткиња за уредништво у издавачкој компанији Rainbird, McLean, где је била научни сарадник за песника и писца Џофрија Григсона. Убрзо су започели везу која је трајала све до његове смрти 1985. године; имали су једну кћер, Софи. Јане је радила као преводилац италијанских дела, а заједно са супругом написала је књиге пре него што је написала Charcuterie и French Pork Cookery 1967. године.
Џејн је наставила писати за The Observer до 1990; написала је и дела која су се углавном фокусирала на британску храну - попут: Good Things (1971), English Food (1974), Food With the Famous (1979) и The Observer Guide to British Cookery (1984) и дела која су се фокусирала на рибље специјалитете: Fish Cookery (1973), The Mushroom Feast (1975), Jane Grigson's Vegetable Book (1978), Jane Grigson's Fruit Book (1982) и Exotic Fruits, Vegetables (1986).
Добила је награду John Florio Prize за превођење дела са италијанског језика 1966. године.
Григсон је била активна у политичком лобирању, кампањи против узгоја животиња у кавезима, залагала се за порекло хране и малих фармера; 1988. године повела је Џона Макгрегора, тадашњег министра пољопривреде, рибарства и хране, на посао након што је у британским јајима пронађена салмонела. Њено писање ставља храну у њен друштвени и историјски контекст с низом извора који укључују поезију, романе и куварске писце ере индустријске револуције. Кроз своје писање променила је прехрамбене навике Британаца, чинећи опет многа заборављена јела популарнима.

## Биографија

### Детињство и младост 1928 - 1964
Џејн је рођена као Хедер Мејбл Џејн Мекентајер 13. марта 1928. у Глостерширу, кћерка Џорџа и Дорис Мекентајер. Џорџ је био адвокат и заменик градског чиновника општине; Дорис је била уметница. Григсонова је касније рекла да је кућа била тамо где је „први пут сазнала за добру енглеску храну“. Након што је био умешан у затварање клаонице, Џорџ је одустао од конзумације меса. Када је Григсонова имала четири године, породица се преселила у Сандерленд, североисточна Енглеска. Покупила је траг нагласка на североистоку који је остао уз њу. Национални биографски речник Оксфорда назива њено политичко гледиште као „тиха левица“. За време Другог светског рата, Сандерленд је био мета бомби Луфтвафеа, па су Григсонова и њена сестра Мари послане у Кастертон, интернат. Затим је стекла стипендију на Нуњам Колеџу на студијама за енглеску литературу.
Након универзитета, Григсон је путовала по Италији и живела три месеца у Фиренци. По повратку у Велику Британију, постала је помоћница Брајану Робертсону, кустосу у галерији у Кембриџу; интересовање за сликарство, сребро и текстил навело ју је да се пријави на радна места у музејима али било је неуспешно. Радила је у млађим годинама у уметничкој галерији у улици Бонд; мислила је да су акварели старомодни, а касније је рекла да "бих волела да све откидам са зидова и обесим [радове] Бена Николсона". Почела је да пише уметничке критике за Sunderland Echo, покривајући теме попут фине керамике, ренесансе и дела Кларксон Фредерика Стајнфилда. Године 1953. постала је асистент за уредништво у издавачкој компанији Rainbird, McLean на положају које је обављала две године, за које време је била научни сарадник песника и писца Џофрија Григсона. И даље је био ожењен, иако раздвојен, и двадесет и три године старији од ње, али започели су везу и убрзо су се потом преселили заједно у Вилтшир. Он и његова супруга нису се развели; његова отуђена супруга одбила је одобрити развод. Уместо тога, средином педесетих година прошлог века, Џејн је променила своје презиме у Григсон уместо Мекентајер.
Године 1959. Григсонови су добли кћерку Софи, која је касније постала као и мајка, ауторка многих кувара и телевизијска водитељка. Убрзо након рођења, пар је купио викендицу у Француској и тамо је, према Националном животопису из Оксфорда, Григсонова развила уверење да је „зато што је кување централни део живота о њему би требало бити пажљиво написано као и о било којој другој врсти уметности “.
Џејн је десет година радила као преводилац са италијанског а 1959. године написала је нови превод бајке "Авантуре Пинокиоа", за који је сматрала да је "једина верзија Пинокиа која преноси живахност и жилавост оригинала ". Превела је дело Чезаре Бекарија „О злочинима и казнама“ 1963. године а добила је награду John Florio Prize за италијански превод из 1966. године. Она и њен супруг тада су радили на заједничком пројекту намењеном малолетницима који су на значење 65 уметничких дела гледали у контексту њиховог времена и њиховог трајног утицаја; тако је настало дело Shapes and Stories објављено 1964. године. Тајмс и Гардијан коментарисали су да је дело "оригинално и лепо". Следеће дело Shapes and Adventures објављено је 1967. године.

### 1960—1970
Средином шездесетих година прошлог века њен пријатељ, Адеј Хортон, наговорио је Григсонову да жели да бдуе коаутор књиге о свињетини. Хортон је делимично одустао од пројекта и 1967. године Григсонова је објавила Charcuterie and French Pork Cookery. Рецензент из Тајмса је прокоментарисао, "истраживање је детаљно, препричавање живахно, информације очаравајуће, рецепти комплетни од главе до репа." Током турнеје куварских књига 1977. године, Елизабет Дејвид прокоментарисала је књигу „Вредан рад у вези сољења, излечења и кувања свињетине ... као што то раде француска домаћинства, као и професионални charcutiers, и коментарисала је „аутентичне рецепте, практичан приступ и добро писање“.
Због њене књиге Charcuterie and French Pork Cookery - Дејвидова је препоручила Григсоновој да ради у магазину The Observer као ауторка о храни; Џејн је започела своју недељну колумну с новинама следеће године. У свом првом чланку написала је о јагодама, али није била сигурна како да приступи тој теми. Њен супруг је предложио "сазнаћемо шта јагода значи људима, шта су јој учинили, како су је развили и тако даље". Она је користила исти приступ за већину својих будућих колумни.
Џеј Рејнер, један од њених наследника, пише да је Григсонова "утврдила ... [у] репутацију новина као публикације која се озбиљно дотиче теме хране". Најџел Слејтер, још један наследник, сматра да је "њено писање легендарно". Писала је колумне до 1990. Григсонова и њен супруг проводили су три месеца годишње у Француској - понекад посећујући два пута годишње - пишући тамо и код куће у Вилтширу. Док је била у Француској, "одушевила је доказивањем ... [својим] француским пријатељима да британска кухиња може бити добра као њихова", према казивањима њене ћерке. Њени чланци у магазину послужили су као основа за даље књиге; 1971. године у њеним колумнама налази се материјал за књигу Good Things, који је издала рекавши да "није приручник о кувању, већ књига о уживању у храни". Харолд Вилшав, писац колумни за Гардијан, сматрао је то "величанственом књигом ... вредном новца за само поглавље о шљивама"; Тајмс га сматра "можда најпопуларнијом њеном књигом". Ника Хазелтон, рецензирајући је за Њујорк Тајмс, пише да је "ужитак читати и кувати. Аутор је писмен, храна је занимљива". Такође аутор кувара, Самин Носрат наводи књигу као једну од "класичних куварских књига које су обликовале моју каријеру кувара и писца, поред књиге о воћу Џејн Григсон и књиге о поврћу Џејн Григсон." 
Друштво вина и хране Григсонову је 1973. године позвало да напише књигу о кувању рибе. Према писцу хране Џералдин Холт, у Британији у то време није било уобичајено да риба буде главно јело на свечаном оброку; у време када је Григсонова почела да пише ажурирано издање 1993. године, ставови и укуси су се променили, а за куповину је била доступна и већа разноликост риба.
Григсонова је створила своје дело из 1974. године, English Food, где је на почетку написала: „Енглеска кухиња - и историјски и у устима - много је разноврснија и пријатнија него што то допушта наш мазохистички темперамент“. Читајући књигу, Роџер Бејкер, рецензирајући за часопис Тајмс, Григсонову је описао као "вероватно најактивнијег писца хране који се појавио током последњих неколико година"; мислио је да књига има "осећај забаве, осећај за историју. Врло читљив стил и љубав према једноставном, нетакнутом кувању. " Тајмс је касније енглеску храну описао као дело које је постављено поред књига Елизабет Дејвид о француској и италијанској кухињи. Холт бележи да је с књигом „Григсонова је постала Крсташ због честог злостављаног кухања Британских острва“; постала је рана критичарка узгајања животиња у кавезима и страствена у погледу порекла хране. Исте године, Григсонова је била сарадник у делу The World Atlas of Food. Елизабет Рај је описала књигу као "по својој природи и скупу и површну"; Бејкер је додао да садржи "ужурбане црте на свакој страници ... танкоћу у писању".
Током следеће три године Џејн се вратила писању књига које су се бавиле кључним категоријама хране: две књиге, Cooking Carrots и Cooking Spinach, објављене су 1975, као и The Mushroom Feast. Последњу од њих Киркус Рецензије описао је као "Прелепу колекцију рецепата и кулинарства"; рецензент за The Observer је приметио да "Григсонова вам даје више од рецепата. Она вас води спојем фолклора и књижевности." Григсон је то описао као "евиденцију потраге једне породице за гљивама, како дивљим, тако и узгајаним током последњих двадесет година". За разлику од многих других књига, мало је дуговала својим претходно објављеним чланцима, али се ослањала на искуства своје породице као љубитеља гљива. Идеја о писању књиге о гљивицама дошла јој је након што је једна пријатељица упознала Григсоне на сакупљању гљива. За њу, као и за друге домаће становнике, „лов на гљиве био је део филозофије отпада - ништа није наследила од својих предака сељака". Постепено је закључила да је мало доступних књига правдало гљиве и друге гљиве: "Већина књига о кувању - увек осим Plats du Jour и Primrose Boyd - су бескорисне". Осврћући се на прво издање, Скефингтон Ардрон написао је у Гардијану да ће избор између многих рецепата "изненадити вас, јер овде постоји тако величанствена колекција" која се креће од једноставних економичних јела до "екстравагантног, немогућег, смешног јела Poulard Derbe са шампањцем и тартуфима ".

### 1978—1985
Џофри Григсон умро је у новембру 1985. Џејн је рекла да је, када се удала, "сваки дан био ведар", "сваки обичан дан је учинио узбудљивим и вредним живљења". Следеће године дијагностициран јој је рак грлића материце. У писму писцу Колину Спенсеру убрзо након тога рекла је: "Када сам први пут добила рак ... поздравила сам помисао да му се придружим у црквеном дворишту." После медицинског лечења, рак је упао у ремисију.
Убрзо након супружникове смрти, Џејн Григсон је почела да преузима активну улогу у лобирању за храну. Она се залагала за добробит животиња, промовисала је храну и ситне власнике. Дуго је сматрала да је то тема; 1971. године, у уводу књиге Good Food, написала је:
Охрабривање фине хране није похлепа или гурмански производ; може се посматрати као аспект покрета против загађења јер указује на забринутост за квалитет животне средине. Ово није ограничена забринутост неколико радилица. Мале и средње фирме, осећајући се неспособнима да се такмиче са јефтиним производима дивова, окрећу се производњи боље хране. Храбри узгајивач свиња у Сaфолку покреће продавницу свињетине у високом стилу; људи у многим деловима земље воде ресторане специјализоване за локалну храну; Примећујем у трговинама у нашем малом граду све већу појаву јаког брашна и јаја директно са фарме. 
Године 1988. Џејн је повела Џона Макгрегора, тадашњег министра пољопривреде, рибарства и хране, на посао након што је у британским јајима пронађена салмонела. Рекла је Макгрегору: "Саветујем акцију, а не само још један истраживачки одбор. Можете побећи ако дозволите агробизнису да отрује нашу питку воду; не може се побећи са јајима". Такође се укључила у опозицију развоју око Ејвбурија, УНЕСКО-ве светске баштине.
Последње велико Џејнино дело било је Exotic Fruits and Vegetables, објављено 1986. године. Нагон за свезак на 128 страница припао је уметници Шарлот Нок, која је издавачу, понудила портфељ обојених цртежа егзотичног воћа и поврћа. Григсонова "идеја била је да албум у стилу из 19. века постану скице довољно живописне да их људи узбуђују, да желе да их покупе са странице и испробају сами." 
Џејнин рак се вратио средином 1989. године и подвргла се хемотерапији у септембру исте године. Умрла је 12. марта 1990. у Броад Тауну. Сахрањена је на гробљу Христове цркве, локалној цркви, поред Џофрија. Спомен-служба одржана у Вестминстеру, у јуну 1990. године; говорници који су говорили о хвалоспевима били су писци Дерек Купер и Паул Леви.

## Емитовање
За разлику од Елизабет Дејвид, која је избегавала емитовање, Григсонова се повремено појавио на радију и телевизији. Године 1984. придружила се са још петоро кувара у телевизијској серији на Каналу 4 Тake Six Cooks, у којој су познати кувари ручали заједно у лондонском хотелу Дорчестер, а сваки од њих изнели своја размишљања и рецепте за одређени оброк или јело. У књизи повезаној са серијом укључено је осам њених рецепата. Као што је то била њена уобичајена пракса, она је измештала класичне рецепте - шаргарепу и грашак у француском стилу са луком и зеленом салатом - са мање познатим јелима попут артичока пуњених кашиком пасуља.
На радију BBC учествовала је у интервјуима и панел дискусијама дајући ставове о састојцима и савете о техникама кувања а у програму из 1989. године представила је портрет Елизабет Рафалд и њених рецепата из 18. века. На BBC телевизији она је хвалила своје хероје - Елизабет Дејвид, Хенрија Џејмса и Џофрија Григсона; демонстрирајући како се пеку гуске, како ићи у потрагу за најбољим свежим производима у Британији, давала је савете људима о кувању поврћа и на крају се придружила осталим куварима у хотелу Савој да надгледа познате личности из бизниса који покушавају да кувају класична јела.

## Рад
Њена прва књига о храни и кувању била је Charcuterie and French Pork Cookery, коју је објавио Мајкл Џозеф 1967. године. Након кратког увода у коме је описана историја свиња у европској пољопривреди и кухињи, главни текст почиње "Водичем за пикник до дућана", у коме ауторка наводи свињске производе који су доступни у добром француском дућану са месном робом. Укључују јела спремна за јело, попут споро куваног меса; паштете; кувана и сушена шунка; и куване кобасице од саламе и друге врсте. Јела која захтевају кување укључују свињске пастрве; кобасице укључујући роловано месо; црни пудинг.. Такође су наведени делови свежег свињског меса од главе до репа.
Каснија поглавља баве се производњом опреме за столарије; биља и зачина; и сосова и сластица. Након њих следе четири суштинска поглавља рецепата за терине, паштете (хладне и топле) и галанте; кобасице и бадеми,слане свињетине и шунке; и комади свежег свињског меса. Последња четири поглавља покривају "екстремитете"; "Унутра"; "Дебео"; и "Крв" (црни пудинг). Кроз све то постоје илустративни цртежи.
Када је 1968. објављено прво америчко издање, троје водећих америчких куварских писаца - Џулија Чајлд, Џејмс Бирд и Мајкл Филд - назвали су га „најбољом књигом кувара године“. У Великој Британији је издано меко издање 1970. године. Књига је неко време излазила из штампе крајем 1990-их - прехрамбени дописник Гардијана охрабривао је читаоце да пишу издавачима „и малтретирали су их да штампају поново“ - али је поново издата 2001. и (од 2019) је остала у штампаном облику. Године 2001. кувар Крис Галвин књигу је назвао "ремек-дело":
тако информативан и добро написан ... осећа се да имате некога при руци да вам помогне, водећи вас кроз рецепт, избегавајући непотребне техничке изразе и уместо тога користите универзалне речи и изразе, нпр. "вртоглави састојци заједно", "кување и негалопирање залиха". Оно што је најважније, Григсон вас охрабрује да покушате јела инсистирајући, на пример, да је прављење кобасица једноставна ствар
Преводи књиге објављени су на холандски (Worst, Paté: en andere Charcuterie uit de Franse Keuken) и - необично за књигу о храни британског аутора - на француском.

### 1970
Одељци књиге баве се рибом, месом и дивљачи, поврћем и воћем, а уз то је и закључак. У неким од Џејниних каснијих књига где се исцрпно бавила специфичним састојцима: њена књига Fish Cookery две године касније обухватила је више од педесет сорти рибе. Овде се бави пет: кипарима, јастогом, шкољкама, и пастрмкама, пише о својим неколико изабраних тема шире него у каснијој књизи и расправља о предностима и недостацима различитих рецепата. Каже од јастога да не постоји ништа укусније, тако слатко, чврсто и сочно, расправља се о најхуманијем начину убиства, и премда напредује у вези са тим да их је најбоље јести вруће са само лимуновим соком и маслацем, она даје рецепти за амерички начин спремања јастога, као и за супу од јастога, који она назива "без квалификације ... најбоља од свих супа".
Григсонова је прихватила исти приступ и у осталим деловима, бавећи се лежерно с повољним састојцима и јелима. Нису сви њени избори најчешће виђени у другим куварским књигама: у делу меса она даје осам страница пужевима и десерт посластицама, а ниједан одресцима. Међу шест воћа о којима пише, јабуке и јагоде придружују се дуња и шљиве. Слаже се да су пирјане шљиве биле сервиране само у школи или затвору и додаје да јој се чини да је пршут традиционални састојак месних и рибљих јела. У примерима са рецептима где има говедине или зечетине, ћуретине, она додаје шљиву као један од главних састојака. У последњем одељку она покрива пет француских колача, сладоледа и сорбета, воћних ликера.

#### Fish Cookery(1973)
Књига је први пут објављена као Водич за рибарску кухињу Међународног друштва за вино и храну 1973. године, али је постала широко позната по облику меке корице са краћим насловом, који је издао издавач Penguin 1975. године. Григсонова није веровала да је ишта заиста оригинално у рецептима, и срећом је укључила оно што је написао други писац у својим књигама, пазећи да призна своје изворе - "Нема ништа ново у погледу интелектуалне искрености". Њени утицаји нису били искључиво европски: то је била књига Клаудије Роден, A Book of Middle Eastern Food, Мери Ламб New Orleans Cuisine and Џејмса Бирда Delights and Prejudices. Ипак, од свих њених књига, ова о рибама је највише усмерена на британског кувара, јер, како примећује, исте јестиве птице и четвороношци се налазе у многим деловима света, али врсте риба су углавном више ограничен на одређене области. Чак и с обзиром на то ограничење, Григсон позива своје британске читатеље да буду више авантуристички у избору свеже рибе. Она истиче да постоји више од педесет врста изворних у британским водама, не укључују шкољке или слатководну рибу, а она позива куваре да се баве оним „бакалара и тањура, прекуваних и обложених масним тестом“.
Поглавља књиге су „Одабир, чишћење и кување рибе“; "бујони, сосеви и бутер"; „Рибљи рачићи и супе“; "Риба"; „Више рибе с мора“; "Велика риба"; „Риба уловљена у слаткој води“; "Шкољке и ракови"; "и" излечена и сачувана риба ". Књига се закључује речницима имена риба и куварским појмовима и мерама. Велики се у наслову шестог поглавља односи на величину, а не на посебну важност: укључује туњевину риба сабљарка, ајкулу и сунчану рибу. Григсон приписује величину у квалитативном смислу само морском и ћубурду међу морском рибом, пастрмком и лососом међу слатководним врстама, јегуљом, јастогом и раковима.
Описивала је и класике попут рибљег гулаша и јастога Термидор. Григсонова даје рецепте за необичније комбинације састојака, укључујући одреске од бакалара са умаком од сира Гријер, харинге с кромпирима, супа од грашка и артичоке, и козице у сосу од парадајза, павлаке и вермута.
Изјава у делу о шкољкама довела је до малих контроверзи неколико година након објављивања. Григсонова пише да једном када се дагње скувају, све које се не отворе треба бацити. Она не даје разлога, али многи каснији писци сматрају да би једење затворених дагњи било штетно. Аустралијска корпорација за истраживање и развој рибарства објавила је истраживање 2012. године како би побијала претпоставку.
Григсонова је написала две трећине текста ревидираног издања књиге када је умрла. Њена уредница, Џени Дерехам, довршила је ревизију употребом додатних рецепата и чланака које је Григсон објавила од 1973. године. Објавила их је под насловом Књига о рибама Џејн Григсон 1993. године, у тврдом увезу Мајкла Џозефа. Осврћући се на ново издање часописа The Independent, Мајкл Липман је написао да су многи рецепти ажурирани како би одражавали тренутне укусе - "мало мање павлаке и путера" - и напоменуо на Џејнино истраживање нових подручја интереса која су мало позната читаоцима првог издање попут сашимија и цевишеа.

#### English Food(1974)
Књига има поднаслов, "Антологија коју је изабрала Џејн Григсон". Као и у својим ранијим књигама, Григсон није тврдила оригиналност својих рецепата и била је опрезна у кредитирању оних код познатог аутора. Поглавља покривају супе; јела од сира и јаја; поврће; риба; месо, перад и дивљач; пудинг; колачи, кексии палачинке; и надеве, умаке и конзерве. Цртежи Гилијан Зејнер илуструју детаље кухињских техника, материјала и опреме. У уводу су описане Григсонове мисли о добром енглеском кувању и његовом опадању. Још једна поента у уводу је да, иако су у Француској већина великих писаца кухиње мушкарци, у Енглеској се највише истичу жене списатељице, попут Хане Глејс и Елизе Актон. Многи њихови рецепти укључени су у наредним поглављима. Увод у ревидирано издање из 1979. године проширује стање енглеске хране и позива на бољу наставу о кувању у британским школама. Григсон наглашава предности добре, локално произведене хране, која, како каже, није само боља, већ је и јефтинија од оне коју нуде велике комерцијалне компаније: „Речи попут„ свеже “и„ домаће “позајмљене су у трговинама због лажи."
У студији "50 најбољих књига о кувару" из 2010. године, Рејчел Кук је написала да је дискутабилно која је од Григсонових "многих дивних књига" најбоља, "али она због које ће је увек највише прославити је English Food". Кук цитира мишљење критичара Феј Машлера да је Григсон "вратила понос предмету енглеске хране и дао доказ да у овој помало опуштеној кухињи и даље постоји валидни регионални квалитет."
Књига садржи углавном енглеске рецепте, али повремено се црта на кухињама Велса и Шкотске. Кук то описује као "несумњиво дело академије: пажљиво истражено, опсежно и изузетно посебно", али додаје да оно садржи и "стотине одличних рецепата, од којих је велика већина кратка, прецизна и глупа. Ко би могао да одоли укроћеном турбету са сосом од шкампа, или правилно направљену кукурузну пасту? " Међу пудинзима у књизи су јоркширски колач од сира, сладолед од смеђег хлеба, краљица пудинга и пудинг од рибе из Сасекса.
Књига је освојила награду Glenfiddich Award за књигу о кувању године 1974. Ново издање, са уводом Софи Григсон је објављено 2002. године. Прегледајући то, Линдзи Барехам написала је: "Ако већ не поседујете примерак ове књиге, сада је време да инвестирате у нашем јестивом наслеђу које је вероватно искористила једна од најбољих списатељица које смо икада створили ".

#### The World Atlas of Food(1974)
Ова књига на 319 страница издао је Мичел Бизлијева компанија специјализована за атласе и друга опсежно илустрована референтна дела, под насловом "Водич за гурмане у великим регионалним јелима света". Григсон је приписана као "уредница који издаје прилоге". Увод је написао Џејмс Бирд под називом "Епикурејско путовање". Књига садржи странице које илуструју и описују састојке из различитих делова света - рибе, меса, поврћа, гљива и воћа. Кухиње Европе, Африке, Азије, Аустралије и Америке су покривене. Америчко издање су објавили Симон и Шустер 1974. године. Књига је поново издата у Аустралији и САД 1984. и Британији 1988. године, а поново је објављена 1989. године.

#### The Mushroom Feast(1975)
Овод дело објавио је Мајкл Џозеф 1975. године. Књига је у шест поглавља. Прва, „Најбоље јестиве гљиве“, садржи описе двадесет сорти гљиве, као што су на пример:прави вргањ, сунчаница, велика гнојиштарка, модрикача . Свака је илустрована цртежом Ивон Скаргон, а потом описују укус и основне упуте за кување. Следеће поглавље, које се бави конзервираним гљивама, умацима, надевом и супама, даје модерне и старе рецепте, укључујући неке од Хане Глејс, Елизе Актон, Хилде Лејел и Елизабет Дејвид.
У поглављу о главним јелима од гљива - остали састојци играју подређену улогу у рецепти, али имају већу важност у књизи „Гљиве са рибом“ и „Гљиве са месом, перадом и дивљачи“. Након одељка о главним печуркама јапанске и кинеске кухиње, додатак даје пет основних рецепата за умаке уз гљиве.

#### Jane Grigson's Vegetable Book(1978)
За ову књигу Григсон је усвојила јасан абецедни распоред. Поглавља су на више од осамдесет поврћа, од артичока до јама. Већина поглавља су у три дела: кратки историјски подаци о поврћу, упутства о њиховој припреми и рецепти за њихово коришћење. Ауторка хвали артичоке и шпарглу као "два најбоља поврћа која можемо узгајати", али зимску репу и шведску назива "мрачним паром" и признаје доживотно одвраћање од кеља.
Григсон је разматрала изостављање гљива из књиге, уз образложење да оне нису поврће и да им је већ посветила читаву књигу 1975. године али је одлучила да „изостављање њих неће учинити“, и дала их поглавље на две странице, које покрива њихов избор и припрему и даје рецепте за супу од гљива и питу од гљива. Такође су укључени слани плодови попут авокада и парадајза. Осим састојака познатих у европској кухињи, Григсонова укључује одељке о зрну пасуља, кинеским артичокама, слатком кромпиру, и осталом поврћу мање познатом међу њеном читатељством 1970-их. Најдужа поглавља су салате (13 страница), шпинат и парадајз (обе 18 страница) и кромпир (24 странице).
У свом предговору о првом америчком издању из 1979. године, Григсонова је приметила да иако су британски и амерички кувари сматрали да мерења међусобних система мерења (наводећи америчку употребу запремине, а не тежине за чврсте састојке), две земље трпе једна од њих из опседнутости супермаркета изгледом, а не аромом поврћа.
Књига је донела својој ауторки своју прву награду „Писац године и хране за пиће“ и прву од две меморијалне награде Андре Симон.

#### Food With the Famous(1979)
Књига је у ствари много колумни које је Џејн написала за часопис The Observer у боји 1978. године, а описана је као део куварске књиге и има делова друштвене историје. Њен издавач написао је да је „поново читала омиљене романе, видела слике у великим галеријама, истраживала куће, писма, часописе и куварске књиге које је прикупљала од познатих мушкараца и жена“. Почевши од "великог љубитеља дијара и салата" Џона Евелина из 17. века, она прати хронолошки развој западне кухиње. Остали њени примери су из 18. века (Парсон Џејмс Вудфорд), врхунац 18. и 19. (Џејн Остин, Томас Џеферсон, и Сидни Смит, Лорд и Лејди Шафтесбури, Александар Дима Отац и Емил Зола ); а у 20. "са Марселом Прустом и Клодом Монеом међу љиљанима у Гивернију."
У уводу у поглавље Евелина, Григсон описује свој допринос британској храни - преводећи дела Жан-Батисте де Ла Кантиниа, промовишући хладне куће и бележећи најранији пример шпорета под притиском. Цитира га у секцији о поврћу, на пример на цвекли: "вулгарно, али једе се са уљем и сирћетом, као и обично, то није салата која не би била гадна." Евелинова башта била је организована тако да се мешана зелена салата може стављати на сто сваког дана у години; Григсон наводи 35 различитих врста које је Евелин одредио за своје салате. За поглавља романописаца, Григсон даје рецепте за јела која се спомињу у њиховим књигама, укључујући белу супуу и фрикассее од слатког хлеба за Џејн Остин, супу од шпаргле итд.
Иако јој је омиљена књига била књига о воћу из 1982. године, рекла је да има посебну наклоност према овој књизи.

### 1980

#### The Observerфранцуска школа кувања
Ова књига је одскок из серије The Observer. Две ауторке, Григсон и Ен Вилан из куварске школе у Паризу, увећале су чланке часописа за књигу. Енини одељци, који заузимају већину од 300 страница, дају техничке савете о разним аспектима кувања, као што су одвајање костију, прављење пецива, употреба желатина и кување на пари. Библиографија из 1991. године описује Џејнин одељак - „Антологија француских термина за кување и кухињу“ на 47 страница - „абецедни списак описа написаних сажетом, али детаљном прозом, пуном личног запажања; скоро мала књига у себи“.

#### Jane Grigson's Fruit Book(1982)
За Григсонову је ову књигу било забавније написати од било које друге. Њена посебна наклоност воћу изазвала је протест у уводу због квалитета који нуде велики добављачи:
Трговина храном чини егалитаристичку грешку, што је такође и погодност за себе, мислећи да свака храна мора бити једнако јефтина. Ова грешка је упропастила пилетину, кромпир и хлеб. Ниједан трговац вином не продаје само чеп, нити цвећара не држи беле раде. У погледу поврћа и воћа чини се да смо често сведени на стабилно дно хортикултурног простора.
Распоред је следећи у књизи о поврћу: поглавља о сваком воћу, абецедним редом од јабука до лубенице. Између тога, познато воће попут банана, трешања, крушака и јагода мешано је мушмулом, персимоном и саподилама. Има 46 од тих поглавља на 432 странице Књига се завршава разним темама везаним за воће, попут подударања воћа и вина, воћних конзерви и рецепата за кексе погодне за јело са воћем.
Као и рецепте у којима је воће главни састојак, Григсонова даје детаља о многим јелима у којима се воће комбинује са месом, живином или рибом, укључујући фазан с јабукама, јањетина с кајсијама, потплат са бананом, препелица са трешњама, говеђи реп с грожђем и супа од јегуље с крушкама. Као и у књизи о поврћу, Григсонова је јасна у томе шта јој се допада а шта не. Она проналази неке рецепте за које вреди укључити, али их пропушта да их назове изврсним - „само не превише недопустивим“.
Прегледајући књигу Џејн Дејвидсон назвала ју је "сјајном", додајући, "Овде су све анегдоте, историја, поезија и лично уважавање, као и практични савети о томе како користити и познате и мање корисне састојке. ... У Мишелиновом језику, четири звездице. " Попут књиге о поврћу, ова књига је освојила награде Glenfiddich и André Simon award.

#### The Observer Guide to European Cookery(1983)
Григсон је 1983. објавила Водич за европску кухињу „The Observer“. Она је своје оригиналне чланке из „The Observer“ проширила на ову књигу на 256 страница, коју су обимно илустровали фотографи. Рецензент је коментарисао како би се могло очекивати да ће ауторка, чији је живот био делимично у Француској, почети са француском кухињом, али Григсонова објашњава:
Грчка је на првом месту, с класичним и хеленским куварима који већ теоретишу о храни у смислу који данас не изгледа чудно. У терминима који имају савршен смисао. Италија је преузела вештине Грчке, пошто су имућни Римљани запошљавали куваре из Атине једнако тако добростојећи Северњаци који су у Паризу тражили своје куваре. Кроз Шпанију су арапска јела и арапско баштованство, као и ново поврће и храна из Америке отишли у остатак Европе. Португалија долази овде, у својој великој фази путовања и откривања. Француска је следећа, у савршеном, јединственом положају између медитеранског и атлантског мора, тачно спремног да искористи ренесансу и нови свет. 
У сваком поглављу Григсонова меша добро познате и врхунске састојке. У уводном грчком поглављу, рецепти за тарамо салату, мусаку и долмаде (салате) налазе се уз зечеве у сосу од ораха и салату од телећих мозгова. Италијански рецепти укључују класике као што су осо буко с рижото миланезе али и јегуља на жару, потплат са пармезаном, трипе са свињским пастрвима и јагњетина са јелима маслина. Слични састави налазе се и у другим поглављима - португалска кухиња сбез сардела, британска изван бифтека и бубрега, и скандинавска без шевдског стола. Међу мање познатим јелима које је описала су говеђи филе са сосом од рибе, пилетина ролована, охлађена супа од грожђа, пудинг, супа од црног вина и сибирски равиоли.
У Сједињеним Америчким Државама књигу је 1983. године објавила под насловом Jane Grigson's Book of European Cookery.

#### The Observer Guide to British Cookery(1984)
Ова књига на 231 страници слична је по плану и приступу водичу о европском куvању из претходне године, али за разлику од претходника објављена је у облику књиге пре него што су је из ње издвојили и штампали рецепти. Британске регије разматране су у девет одељка, сваки са уводом који описује карактер и састојке, а прате се рецепти повезани са местима у региону.
Југозападно поглавље укључује јела из парка Гилдлеј; Седгемур јегуља; ларди торта; и „најпознатије и најтраженије јело Корнвала“, корналска паста. Међу јелима на лондонском и јужном делу су одрезак и пудинг од бубрега, користећи бифтек од говеђег одреска и јањећа бубрега; слана говедина; и хлеб од путера. Јела са Мидлндана укључују рагу од кунића и свиње; Олдбури пита од крављег воћа; Бејквел пудинг; и торте Шревсбури. Одељак о источној Енгеској укључује пита од репа; пуњени заморчићи; крем бруле.
У поглављу о североистоку Григсонова укључује рецепте за чорбу од јагњетин, пудинга од дагњи или остриге и жабе. Јела са северозапада укључују шкампе у лонцу, кобасицу Кабмерленд и пилеће јело Хиндл Вејкс. Кроз целу књигу Григсонова укључује мање позната јела уз познате класике. У поглављу о Шкотској налазе се рецепти за шкотски бујон, Атол чорбу и пециво, уз шкотски воћни колач и супа од овчије главе. Међу велшким јелима, придружују се пекмез (кисела скуша) и слана патка лејди Лановер. У последњем поглављу, Ирска, ирски хлеб и сода хлеб су укључени уз супу од коприве и бокти (палачинке од кромпира).
Свако поглавље се завршава одломком који је написао Дерек Купер о „Регионалном пићу“. У енглеским регионима и Велсу пиће су углавном пиво и сајдери, а на југу су нека вина. Џин је познат за Кумбрију, као што су виски за Шкотску, а виски и точено пиво за Ирску.

#### Exotic Fruits and Vegetables(1986)
Илустрације играју посебно велику улогу у овој књизи, а уметница Шарлот Кок је илустровала корице британског и америчког издања. Издавач књигу описује као "Илустровани водич за воће и поврће из најтоплијих светских поднебља." Џејн је додала белешке о избору, припреми и кулинарској употреби сваког воћа или поврћа и рецептима за њихово коришћење. Ту спадају салата од манга и карамболе, колач од манга и папаје, колач од персимона и сиви крем са сосом од шипака у поглављима са: воћем, и у деловима поврћа, плантажа и пилетине, шкампима, козјим месом. Књига се завршава одељцима о 14 биљака и зачина, од бананиног листа до куркуме.
Америчко издање (1987) објавио је Хенри Холт као Кување егзотичним воћем и поврћем.

### Кратке књиге и брошуре

#### Cooking Carrots (1975) and Cooking Spinach (1976)
Ове две књижице, од по 36 страница, написане су за Абсон Букс из Бристола. Следи исти образац: кратка упутства о избору, куповини и припреми поврћа, а следи 37 рецепата по комаду. Обе књиге се завршавају саветима о узгоју поврћа. Књига спанаћа првобитно је продата са пакетом семена причвршћеним на корицама.

#### The Year of the French (1982)
Ова брошура (16 страница) која садржи шест Џејниних рецепата, првобитно објављена у The Radio Times, издата је као део истоименог серијала БиБиСи Телевизије, "Календар француског живота у 12 филмских портрета". Сваки од одељак брошуре има Џејнин увод на једну или две странице који се тиче рецепта за репрезентативну француску особу приказану у серији, од возача до виноградара.

#### Dishes from the Mediterranean(1984)
Ова публикација је танки повез (96 страница), са бројним обојеним фотографијама и цртежима судова. Објавио их је Woodhead-Faulkner за ланац супермаркета. Следеће године је објављено ново и проширено издање; поново је објављена 1991. године са насловом Кување Медитерана.
Књига садржи поглавља о медитеранским састојцима; сосеви и намирнице; супе; први курсеви и мезе јела; риба; месо, перад и дивљач; пиринач и хлеб; и слатка јела. Уз описе и неке историјске белешке, Григсонова укључује и практичне савете као што су, за припрему фегато ала венезиана (јело од џигерице), „пола замрзнуту џигерицу тако да је довољно чврста да се може исећи на танке листове од папира а за пилећу кашу с педесет ченова а уверава читаоце о броју чешњака режња: "каше коју праве је преукусна".

#### The Cooking of Normandy(1987)
Ова књига, објављена за издавача Sainsbury, прати образац раније медитеранске публикације. Реч је о 96 страница, опсежно илустрираном додатку серије "Sainsbury Cookbook". Цртежи Манди Дојл приказују детаље неких техника описаних у тексту. Одељци покривају састојке и специјалитете; супе и предјела; риба и шкољке; месо, перад и дивљач; и дезерти и пића, са кратким епилогом. У свом уводу Григсонова пише: "За мене је нормандијско кување повратак до добрих, основних домаћих јела, са додатним задовољством проналажења састојака највишег квалитета." Иако је књигу издао и продавао супермаркет ланац, њени рецепти укључују јела за која се не очекује да такве продавнице садрже кључне састојке, попут батак од зеца (она предлаже да користите пилетину ако зец није доступан) за apin à la moutarde и краву за fricandeau à la oseille (спомињући спанаћ као надокнаду ако је потребно).

### Прилози за књиге других
Библиографија објављена у Petis Propos Culinaires 1991. године наводи значајан Џејнин допринос књигама других писаца: увод у Књигу састојака Ејдена Бејлија, Елизабет Ламберт Ортиз и Хелене Радецке; један од пет уводних есеја у The Shell Guide to France, у којем нуди смернице о продавницама хране у Француској - пекаре, посластичарнице, супермаркети итд. - и како куповати у њима; и предговор, од око 1600 речи, до књиге француског сира Патрика Ранкеа.
У свом предговору новом преводу Гилијан Рајли о књизи Воће, биље и поврће Италије из 1614. године, Џејн описује своје познанство с Кастелветровим радом и сликама Ђоване Гарзони које углавном илустровали до новог издања.

### Постхумно објављене антологије

#### The Enjoyment of Food: The Best of Jane Grigson (1992)
Ову антологију рецепата из њених књига са 464 странице написао је Рој Фулик, а објавио Мајкл Џозеф. У предговору Фулик пише да је замишљено "и као почаст кулинарским вештинама и стипендији Џејн Григсон и као практична књига о кувању".
У књизи је представљена и Елизабет Дејвид, подсећајући на њено пријатељство са њом и подсећајући читаоце да је Григсонова, међутим, класичан куварски писац, пукнуо на кулинарској сцени крајем 1960-их, када је "јасноћа писање и самоуверено знање ... које је показао ова млада ауторка биле су нове посластице за све нас ". Дејвид коментарише да ће „ова разнолика, али избалансирана компилација“ подсетити читаоце какав је губитак у куварском свету претрпео њена прерана смрт и инспирисала их да стекну више Џејниних дела. "Њене су књиге које могу да се читају у удобности дневне собе, као и да се користе у кухињи".
Главни текст је у осам одељка, са насловима "At home in England"; "At home in France"; "Charcuterie", "The Mediterranean", "The Europeans", "The Americas", "India and the Far East" и"Treats and celebrations". Рецепти се мешају са њеним уобичајеним историјским позадинским информацијама: појављују се лорд Бајрон, Чаусер, Казаноа, Луј четрнаести, Евелин, Сидни Смит и други из Food with the Famous.
Књига је поново издата 2015. као „The Best of Jane Grigson: The Enjoyment of Food “ у знак обележавања 25. годишњице њене смрти.

#### Jane Grigson's Desserts(1993)
Ово је једна од две књиге Џејниних рецепата које је истовремено објавио Мајкл Џозеф. То је тврди повез на 92 странице, у малом формату страница 12 пута 15 цм (5 × 6 инча). Илустрована је цртежима на линији, а садржи 50 рецепата за десерте, преузете из претходних објављених књига Григсонове. Ту су и неки стари рецепти, попут пите од рогача Роберта Саутија и крем наранџе Елизабет Рафалд, и многи из иностранства (колач црвене рибизле из Аустрије, фритерс јагода из Француске и слатка бундева из Турске), као и британски фаворити попут летњег пудинга.

#### Jane Grigson's Soups(1993)
Уједначена са претходним издањем, књига садржи 50 рецепата из ранијих књига Григсонове. Добро познате класичне супе попут бујабес, гаспаћо и преплићу се са необичнијим рецептима, укључујући кајсију и јабуку, црвени лук и вино, краставце и кисело вино.

#### Puddings(1996)
Ово је корица на 64 странице, у малом формату (отприлике А6) издала је једну од минијатурних књига "Penguin 60s series" заједно са, између осталог, књигом Елизабет Дејвид Peperonata and Other Italian Dishes, и збирком рецепата Софи Григсон. Као и збирка десерта из 1993. године, поново је корисшћен материјал из раније објављених књига Григсонове.

## Стил, репутација и наслеђе

### Стил
Заједно са Елизабет Дејви, Григсонова је заслужна за претварање књиге о британској кухињи у нешто више од збирке рецепата. Као и Елизабетино, Григсоново писање нуди не само списак састојака и упутстава за припрему и кување, већ и занимљиву историјску и друштвену позадину. Традиције су биле топле и пуне хвале за Григсонов стил и широку привлачност. У часопису The Independent, Алан Дејвидсон је написао:
Освојила је ову широку публику јер је пре свега била љубазна списатељица, опремљена и умом и стилом писања како би лако комуницирала с њима.
Ма колико много више знала за ово или оно од нас осталих, чини се да никада никоме није говорила. Напротив, она је присутна у кухињи; често хватајући машту спретно одабраним фрагментом историје или поезије, али никада не успевајући да објасни зашто као и како кување. Колико сам често чуо људе како изјављују како њене рецепте није само задовољство читати - увек раде!
Софи Григсон пише да је њена мајка "мислила да је храна кључ за откључавање живота"; у уводу књиге Good Things, Џејн је изјавила:
Кувати нешто укусно заиста је задовољавајуће од сликања слика или бацања лонаца. ... Храна има такт да нестане, остављајући собу и прилику за ремек дела која долазе. Грешке се не закаче на зидове или не стоје на полицама да би те заувек замериле. 
Према мишљењу Елизабет Дејвид, Григсонове књиге имају "јасноћу писања и поуздано знање о њеном предмету и историји". Социолог Стивен Менел сматра да Григсоново писање, попут Дејвидовог, треба сматрати „гастрономском литературом“, уместо писања о куварској књизи, и зато се чита као литература; културни социолози Боб Ешли, Џоан Холоуз, Стев Џоунс и Бен Тејлор сматрају да се због „значајне ерудиције“ у њеном раду, Григсонове књиге могу читати као „кулинарска, историјска литература“, а не као куварске књиге. Џералдин Холт, која сматра да је Григсонова проза лирска и робусна, описује Џејнин стил писања као:
Есеји Џејн Григсон оживљени су релевантним информацијама и цитатима изванредно широког спектра извора - песника, романописаца, баштована, ранијих писаца хране и приручника о кувању.
Према писцима Хејзел Кастел и Кејтлин Грифин, Григсонова је покушао да прикаже храну унутар свог историјског, друштвеног и културног контекста, који је био „у самом срцу живота, па је било природно да литература, историја и поезија буду укључени поред рецепата“. Новинарка Деирдре МекКулан сматра да су научне референце „увек ту да бисте одушевили, а никада не би оставили утисак“. Рејнер у свом писању види „лакоћу додира“ помоћу њене научне грађе. Кристофер Драјвер пише:
Џејнин асортиман био је шири од Елизабет Дејвид, јер се протезао од рибе и гљива до егзотичног воћа и поврћа који су на међународно тржиште стигли осамдесетих година. Била би прва која је признала да је Елизабетина кулинарска каријера била дубља и да је прецизност надређена: један од мало приметљивих разлога доминације госпође Дејвид у својој публици 1950-их био је чудесан осећај луцидних детаља док је госпођа Григсон 1970-их и 1980-те могла да себи омогући штампање елемената неопрезног одушевљења, зависно од здраве разлоге тадашњих мушкараца, али и жена.
Историчар књижевности Никола Хамбл примећује да је због начина на који је Григсонова опуштено користила историјске и књижевне изворе, њено писање било "мање бахато" што би Елизабетино могло бити.

## Наслеђе и углед
Године 1991. основана је награда и фонд Jane Grigson Trust . Наведени циљ је "унапређивање разумевања хране, културних и нутритивних аспеката и уметности њене припреме". Поверење финансира годишње предавање Џејн Григсон на Симпозијуму о храни и кувању Оксфорда сваког јула. 2015. године, у знак обележавања 25. годишњице њене смрти, отворена је награда ова награда, за списатељицу прве наручене фантастичне књиге о теми хране.
Убрзо након њене смрти предложено је да се у њену част, под овим фондом, оснује библиотека књига о храни и кувању. Њена ћерка ставила је језгро личне колекције својих мајки о храни доступним на стални зајам. Библиотека Џејн Григсон, отворена 1992. године, првобитно је била смештена у библиотеци Гилдххол у граду Лондону. До 2005. године, увећана донацијама и поклонима, библиотека је удвостручила своју изворну величину, на више од 4.000 свезака. Обновљена је на Универзитету Оксфорд Брукс 2005. године. Библиотека је доступна за употребу научницима, истраживачима или члановима јавности. У марту 2015. на универзитету је одржана месечна изложба, Џејн Григсон: Jane Grigson: Good Things, to examine her life and work.
Године 1992. Међународно удружење кулинарских професионалаца увело је награду Џејн Григсон, у част "књиге која показује изузетну способност Џејн Григсон да храну стави у шири културни контекст, користећи марљиву, али не и педантно академско знање". Прва победница била је канадска списатељица Маргарет Висер, за своје дело Ритуали вечере. Други добитници су, 1995. године, Елизабет Дејвид и Џил Норман а 2014. године, Џенкинс Робинсон, Џулија Хардинг и Хозе Вуиламоз.
Године 2015. године, на 25. годишњицу њене смрти, емитер The Food Programme емитовао је дводелни специјал о Григсоновој и њеном утицају на културу британске хране.
Хамбл сматра да је њен рад британске јавности претворио у британску индустријску револуцију и да је то "трансформативно деловало на ... [британске] прехрамбене навике". Он пише да је разлог ефекта тај што је њено писање прилагођено читању, а енглеска храна је учинила да многа јела постану модерна. Кувар Шон Хил сматра да је Григсонова „заоставштина у току - још није готова“ сматра да је, иако је већи део њеног дела написан пре 40 година, још увек релевантан за модерне читаоце. Писац хране, Дијана Хенри, рекао је о Григсоновој:
Џејн Григсон даје пример како треба бити писац хране. Она је церебрална и практична - тешко је пронаћи практичаре који су обоје - и она је инклузивна. Није желела да говори само о кувању и преношењу знања, већ је желела да и ти скуваш. Није била ни велика ни сноб. Знали сте да ако икад будете имали прилику да кувате за њу она не би имала ништа против ако направите нешто мање од савршеног.

#### Cited books by Jane Grigson
- Charcuterie and French Pork Cookery. London: Grub Street. 2001 [1967]. ISBN 978-1-902304-88-5.
- Good Things. London: Grub Street. 2007 [1971]. ISBN 978-1-904943-87-7.
- Fish Cookery. London: Penguin. 1975 [1973]. ISBN 978-0-14-046216-6.
- English Food. London: Penguin. 1993 [1974]. ISBN 978-0-1410-4586-3.
- The World Atlas of Food. London: Mitchell Beazley. 1974. ISBN 978-0-600-55929-0.
- The Mushroom Feast. London: Penguin. 1981 [1975]. ISBN 978-0-14-046273-9.
- Jane Grigson's Vegetable Book. London: Michael Joseph. 1978. ISBN 978-0-7181-1675-0.
- Jane Grigson's Vegetable Book. New York: Atheneum. 1979a. ISBN 978-0-689-10994-2.
- Food With the Famous. London: Michael Joseph. 1979b. ISBN 978-0-7181-1855-6.
- Jane Grigson's Fruit Book. London: Michael Joseph. 1982. ISBN 978-0-7181-2125-9.
- The Observer Guide to European Cookery. London: Michael Joseph. 1983. ISBN 978-0-7181-2233-1.
- The Observer Guide to British Cookery. London: Michael Joseph. 1984. ISBN 978-0-7181-2446-5.
- Dishes from the Mediterranean. Cambridge: Woodhead-Faulkner for J. Sainsbury. 1985 [1984]. OCLC 57356361.
- Exotic Fruits and Vegetables. London: Jonathan Cape. 1986. ISBN 978-0-224-02138-8.
- The Cooking of Normandy. London: Martin Books for J. Sainsbury. 1987a. ISBN 978-0-85941-486-9.
- The Enjoyment of Food: The Best of Jane Grigson. London: Michael Joseph. 2015 [1992]. ISBN 978-1-909808-28-7.
- Jane Grigson's Desserts. London: Michael Joseph. 1993a. ISBN 978-0-7181-0043-8.
- Jane Grigson's Soups. London: Michael Joseph. 1993b. ISBN 978-0-7181-0042-1.
- Puddings. London: Penguin. 1996. ISBN 978-0-14-095348-0.
- Grigson, Geoffrey; —— (1967). Shapes and Adventures. London: Marshbank. OCLC 853999592.

#### Други цитирани сајтови
- Abbott, Mary (2003). Family Affairs: A History of the Family in Twentieth-Century England. London: Routledge. ISBN 978-1-134-75870-8.
- Allen, Darina (2015). „(Re)creating the Irish Farmers Market”.  Ур.: McWilliams, Mark. Food & Markets: Proceedings of the Oxford Symposium on Food and Cookery 2014. London: Prospect Books. стр. 11—14. ISBN 978-1-909248-44-1.
- Ashley, Bob; Hollows, Joanne; Jones, Steve; Taylor, Ben (2004). Food and Cultural Studies. London: Routledge. ISBN 978-0-415-27039-7.
- Avila, Kay (1986). Take Twelve Cooks. London: Macdonald and Co. ISBN 978-0-356-12287-8.
- Castell, Hazel; Griffin, Kathleen (1993). Out of the Frying Pan. London: BBC Books. ISBN 978-0-5633-6481-8.
- David, Elizabeth (2008) [1960]. French Provincial Cooking. London: Folio Society. OCLC 678011986.
- David, Elizabeth (1986) [1984]. An Omelette and a Glass of Wine. London: Penguin. ISBN 978-0-14-046721-5.
- Davidson, Alan (ed) (1999). The Oxford Companion to Food. Oxford: Oxford University Press. ISBN 978-0-19-211579-9.
- Davidson, Jane (2002). „Jane Grigson's Fruit Book”.  Ур.: Davidson, Alan; Saberi, Helen. The Wilder Shores of Gastronomy: Twenty Years of the Best Food Writing From the Journal Petits Propos Culinaires. Berkeley, CA: Ten Speed Press. стр. 331—332. ISBN 978-1-5800-8417-8.
- Garin, Gilbert (ed) (2019). Le Guide Michelin: France. Paris: Michelin Editions des Voyages. ISBN 978-2-06-723336-2.
- Grigson, Geoffrey (1970). Notes From an Odd Country. London: Macmillan. OCLC 872653086.
- Humble, Nicola (2006). Culinary Pleasures: Cook Books and the Transformation of British Food. London: Faber & Faber. ISBN 978-0-5712-2871-3.
- Mennell, Stephen (1996). All Manners of Food: Eating and Taste in England and France from the Middle Ages to the Present (Second изд.). Urbana and Chicago, IL: University of Illinois Press. ISBN 978-0-252-06490-6.

#### Интернет
- „About Jane”. Jane Grigson Trust. Приступљено 20. 6. 2019.
- „About the Trust”. Jane Grigson Trust. Приступљено 7. 7. 2019.
- „About us”. Oxford Food Symposium. Приступљено 3. 7. 2019.
- „The Art of Charcuterie”. WorldCat. Приступљено 18. 6. 2019.
- „The Art of Making Sausages, Pâtes, and Other Charcuterie”. WorldCat. Приступљено 18. 6. 2019.
- „BBC Radio 4 – Desert Island Discs, Jane Grigson”. BBC. Приступљено 30. 6. 2019.
- „Cookbook Awards”. The International Association of Culinary Professionals. Архивирано из оригинала 19. 07. 2019. г. Приступљено 7. 7. 2019.
- „Exotic Fruits and Vegetables”. WorldCat. Приступљено 27. 6. 2019.
- „English Food”. Jane Grigson Trust. Приступљено 18. 8. 2019.
- „English Food”. WorldCat. Приступљено 24. 6. 2019.
- „The Experienced English Housekeeper”. BBC Genome. BBC. Приступљено 30. 6. 2019.
- „The Food Programme, Jane Grigson – A Tribute: Part One”. BBC. Приступљено 7. 7. 2019.
- „The Food Programme, Jane Grigson – A Tribute: Part Two”. BBC. Приступљено 7. 7. 2019.
- „Food With the Famous”. Kirkus Reviews. 17. 3. 1980. Приступљено 1. 7. 2019.
- Forbes, Paula (15. 3. 2014). „IACP Announces 2014 Food Writing Award Winners”. Eater. Приступљено 7. 7. 2019.
- „The Glass Tank at Oxford Brookes will open its next exhibition titled 'Jane Grigson: Good Things'”. Oxford Brookes University. 25. 2. 2015. Архивирано из оригинала 07. 07. 2019. г. Приступљено 7. 7. 2019.
- „Good Things”. The Folio Society. Архивирано из оригинала 21. 06. 2019. г. Приступљено 21. 6. 2019.
- „Grigson Fish Cookery”. WorldCat. Приступљено 18. 6. 2019.
- „Heather M J McIntire”, England & Wales, Civil Registration Marriage Index, General Register Office, 23, стр. 1489, 1976, Приступљено 30. 6. 2019 — преко Ancestry (потребна претплата)
- „Heroes”. BBC Genome. BBC. Приступљено 30. 6. 2019.
- „Industry flexes mussel on culinary myth”. Fisheries Research and Development Corporation. Архивирано из оригинала 30. 12. 2012. г. Приступљено 20. 6. 2019.
- „The International Wine and Food Society's guide to fish cookery”. WorldCat. Приступљено 18. 6. 2019.
- „Jane Grigson”. WorldCat. Приступљено 19. 6. 2019.
- „Jane Grigson Collection”. Oxford Brookes University. Архивирано из оригинала 27. 06. 2019. г. Приступљено 7. 7. 2019.
- „Jane Grigson's Fruit Book”. Penguin. Приступљено 3. 7. 2019.
- „Jane Grigson (Radio)”. BBC Genome. BBC. Приступљено 30. 6. 2019.
- „Jane Grigson (Television)”. BBC Genome. BBC. Приступљено 30. 6. 2019.
- „Jane Grigson's Fish Book”. WorldCat. Приступљено 22. 6. 2019.
- „The Lecture”. Jane Grigson Trust. Приступљено 3. 7. 2019.
- „The Library”. Jane Grigson Trust. Приступљено 7. 7. 2019.
- „A Matter of Taste”. BBC Genome. BBC. Приступљено 30. 6. 2019.
- „The Mushroom Feast”. Kirkus Reviews. 1. 8. 1975. Приступљено 30. 6. 2019.
- „Translation Prizes: The Society of Authors”. The Society of Authors. Архивирано из оригинала 26. 06. 2022. г. Приступљено 21. 6. 2019.
- „trip-madam”. Oxford English Dictionary (3rd изд.). Oxford University Press. септембар 2005. Приступљено 7. 7. 2019. (Потребна је претплата или чланска картица јавне библиотеке УК.)
- „Worst, paté, en andere charcuterie uit de Franse keuken”. WorldCat. Приступљено 18. 6. 2019.

#### Новинари
- Anderson, Digby (1. 12. 1984). „First paunch your rabbit”. The Spectator. стр. 35—36.
- Cooper, Artemis (2017). „David [née Gwynne], Elizabeth (1913–1992)”. Oxford Dictionary of National Biography (online изд.). Oxford University Press. doi:10.1093/ref:odnb/50960. (Subscription or UK public library membership required.)
- Davidson, Alan (1985). „Book reviews”. Petits Propos Culinaires. Prospect Books. 19: 65–66.
- Davidson, Jane (1979). „Review”. Petits Propos Culinaires. Prospect Books. 1: 71.
- „Grigson, Geoffrey Edward Harvey (1905–1985)”. Oxford Dictionary of National Biography (online изд.). Oxford University Press. мај 2009. doi:10.1093/ref:odnb/31176. (Subscription or UK public library membership required.) (subscription or UK public library membership required)
- „Grigson, (Heather Mabel) Jane”. Who's Who. doi:10.1093/ww/9780199540884.013.U164831. (потребна претплата)
- „Grigson [née McIntire], (Heather Mabel) Jane”. Oxford Dictionary of National Biography (online изд.). Oxford University Press. 2015. doi:10.1093/ref:odnb/39832. (Subscription or UK public library membership required.) (subscription or UK public library membership required)
- Grigson, Sophie (јун 2019). „My Weekend Menu”. Food. Waitrose & Partners. стр. 42—47.
- Holland, Isobel; Hunter, Lynette; Stoneham, Geraldine (1991). „Bibliography of Jane Grigson's Books”. Petits Propos Culinaires. Prospect Books. 38: 20—49.
- Holt, Geraldene (јул 2013). „Jane Grigson”. Petits Propos Culinaires. Prospect Books. 98: 62—70.
- Jones, Steve; Taylor, Ben (1. 5. 2001). „Food writing and food cultures: The case of Elizabeth David and Jane Grigson” (PDF). European Journal of Cultural Studies. 4 (2): 171—188. doi:10.1177/136754940100400204.

#### Новине и часописи
- Ardron, Skeffington (7. 11. 1975). „Fungus Feast”. The Guardian. стр. 12.
- Baker, Roger (28. 11. 1974). „A stimulant to gluttony and the art of elegant eating”. The Times. стр. vii.
- Bateman, Michael (18. 7. 1993). „Jane Grigson's piscine revisions: After 20 years, a book on fish by one of Britain's greatest cookery writers is republished”. The Independent on Sunday.
- Cloake, Felicity (9. 7. 2015). „Jane Grigson: the woman whose words you'll want to eat”. The New Statesman.
- „Cookbook queen serves up a literary grand tour of European cuisine”. South China Morning Post. 28. 1. 2018. стр. 48.
- Cooke, Rachel (15. 8. 2010). „The 50 best cookbooks”. The Observer Food Monthly.
- Cooke, Rachel (15. 3. 2015). „Jane Grigson: her life and legacy”. The Observer.
- David, Elizabeth (18. 3. 1990). „A flavour of true goodness”. The Observer. стр. 51.
- Davidson, Alan (14. 3. 1990). „Obituary: Jane Grigson”. The Independent. стр. 11.
- Driver, Christopher (14. 2. 1986). „The dozen leaders in your choice of kitchen books you cannot do without”. The Guardian. стр. 20.
- Driver, Christopher (14. 3. 1990). „Feasting with educated greed”. The Guardian. стр. 39.
- „Ego Two”. The Observer. 26. 1. 1969. стр. 30.
- Ehrlich, Michael (19. 9. 1998). „Food and Drink”. The Guardian. стр. C65.
- Fabricant, Florence (7. 3. 1984). „Britain's Jane Grigson: A No-Nonsense Cook”. The New York Times. стр. C1.
- „For All Sorts of Children”. The Times. 10. 12. 1964. стр. 17.
- „French cookery winners”. The Observer. 24. 2. 1980. стр. 4.
- Galvin, Chris (12. 9. 2001). „Charcuterie and French Pork Cookery—Jane Grigson”. The Caterer. Архивирано из оригинала 17. 6. 2019. г. Приступљено 1. 5. 2020.
- „A Good Cook”. The Observer. 6. 5. 1979. стр. 13.
- Grigson, Jane (23. 11. 1987b). „In rival camps over Stone Age site”. The Times. стр. 15.
- Grigson, Sophie (17. 2. 2008). „Time and place: Sophie Grigson on the country farmhouse where she grew up”. The Sunday Times.
- Grigson, Jane (17. 9. 1989). „Fighting cancer with food”. The Observer. стр. 40.
- Hazelton, Niki (12. 12. 1971). „Pleasing To the Palate”. The New York Times. стр. 30.
- Henry, Diana (12. 3. 2015). „Diana Henry: Jane Grigson exemplifies what a food writer should be”. The Daily Telegraph.
- „In your 1982 Observer”. The Observer. 3. 1. 1982. стр. 1.
- „Jane Grigson”. The Times. 14. 3. 1990. стр. 18.
- „Jane Grigson wins awards”. The Observer. 8. 5. 1983. стр. 5.
- Leapman, Michael (18. 7. 1993). „Jane Grigson's piscine revisions: After 20 years, a book on fish by one of Britain's greatest cookery writers is republished”. The Independent.
- Leith, Prue (3. 12. 1982). „Chrismas Foodies”. The Guardian. стр. 11.
- Leith, Prue (4. 11. 1983). „Now even good cooks are allowed to look at the pictures”. The Guardian. стр. 2.
- Lewis, Naomi (22. 11. 1964). „Children's Books”. The Observer. стр. 28.
- Levy, Paul (18. 3. 1990). „Cook With the Recipe for Love”. The Observer. стр. 51.
- McDouall, Robin (24. 11. 1978). „Food”. The Times. стр. ix.
- McIntire, Jane (2. 8. 1951a). „Attraction of Fine Pottery”. Sunderland Echo. стр. 2.
- McIntire, Jane (27. 11. 1951b). „North-East Started Renaissance in Art and Learning”. Sunderland Echo. стр. 2.
- McIntire, Jane (20. 2. 1953). „Stanfield Delights a new Audience”. Sunderland Echo. стр. 9.
- McQuillan, Deirdre (17. 3. 1990). „A talent for revealing good things; Jane Grigson believed in preparing fine fare without fuss and was rarely at a loss to uncover poetry in the commonplace”. The Independent. стр. 37.
- Nosrat, Samin (28. 6. 2017). „The Classic Cookbooks That Shaped My Career as a Chef and Writer”. The New York Times.
- „Paperback choice”. The Observer. 4. 6. 1978. стр. 29.
- „Paperbacks”. The Times. 26. 11. 1970. стр. 17.
- Pardoe, F. E. (28. 11. 1979). „Those you have drunk”. Birmingham Daily Post. стр. vi.
- „Peach, please: memorial”. The Guardian. 29. 6. 1990. стр. 39.
- Peacocke, Helen (19. 3. 2015). „Writer who changed our tastes in cuisine”. The Oxford Times.
- Poole, Shona Crawford (16. 7. 1983). „Watching culinary alchemy at work”. The Times. стр. 5.
- Ray, Elizabeth (8. 12. 1974). „Booked cooks”. The Observer. стр. 30.
- Rayner, Jay (4. 12. 2016). „'Food writing was, as it has always been for The Observer, a celebration'”. The Observer.
- Robertson, Bryan (16. 3. 1990). „Obituary: Jane Grigson”. The Independent. стр. 15.
- „Santa's Sackful”. The Observer. 9. 11. 1980. стр. 34.
- Sheraton, Mimi (25. 11. 1979). „Cooking”. The New York Times. стр. 4.
- Sheraton, Mimi (17. 11. 1982). „Assessing Three Diverse Cookbooks”. The New York Times. стр. C3.
- Slater, Nigel (31. 10. 1999). „20th century food and drink: Choice cuts”. The Observer. стр. 70.
- Spencer, Colin (17. 3. 1990). „Food & Drink: Jane Grigson”. The Guardian. стр. 22.
- Walker, Kathleen (3. 6. 1992). „Chateau Laurier to celebrate birthday with gala”. The Ottawa Citizen. стр. F2.
- Wilshaw, Harold (17. 8. 1973). „Eating by the book”. The Guardian. стр. 9.
- Wilshaw, Harold (25. 4. 1980). „Bumper browse”. The Guardian. стр. 8.
- „Winners of Julia Child Book Awards Announced”. The Seattle Times. 12. 4. 1995. стр. F11.

#### Радио
- The Food Programme: Jane Grigson – A Tribute: Part One (Radio). BBC Radio 4. 10. 5. 2015.
- The Food Programme: Jane Grigson – A Tribute: Part Two (Radio). BBC Radio 4. 11. 5. 2015.
- Grigson, Jane (8. 7. 1978). Desert Island Discs (Radio). BBC Radio 4.